# Fête de la Gaani
Vous pouvez aider à l'améliorer ou bien discuter des problèmes sur sa page de discussion.

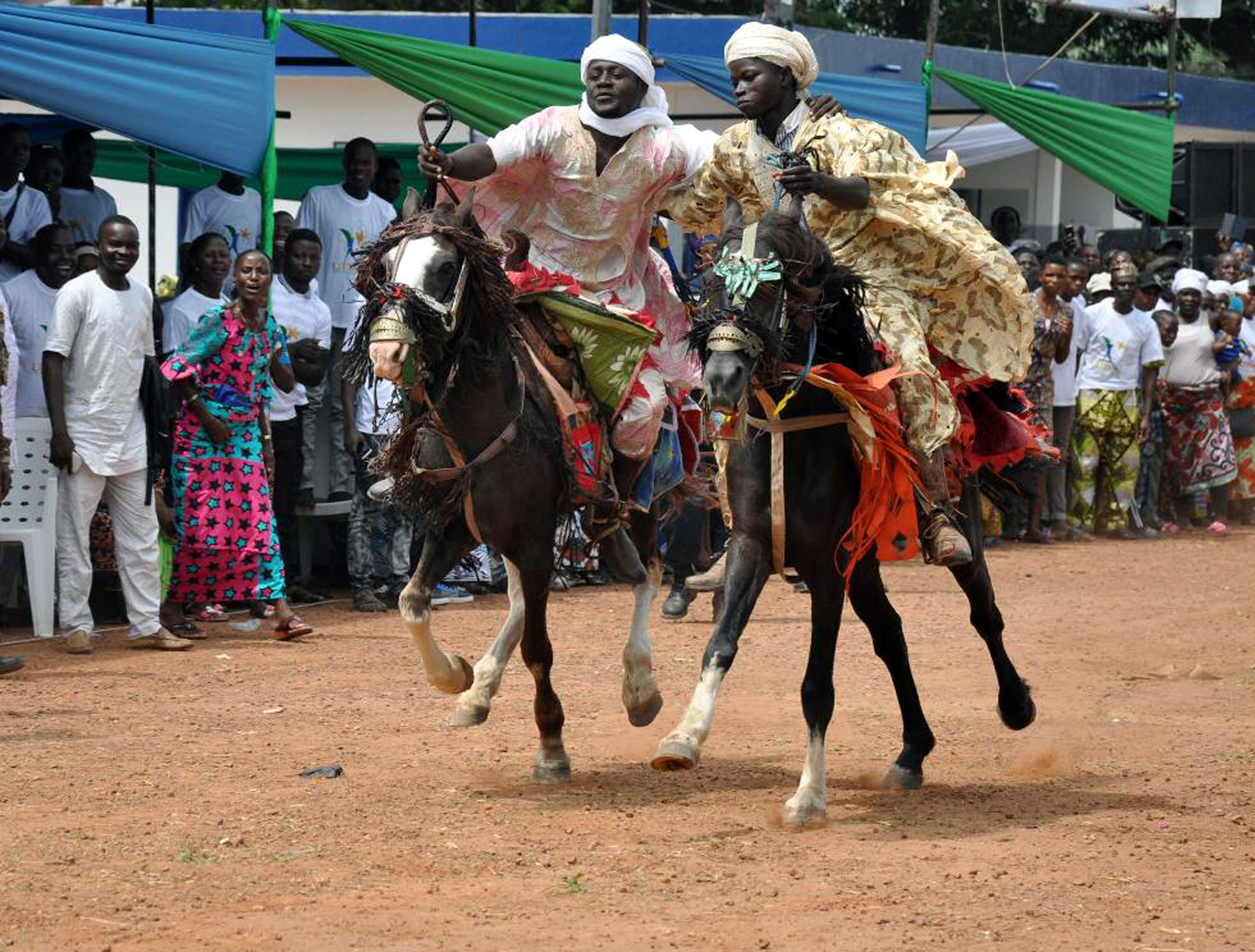
Gaani à Nikki en 2020.

La fête de la Gaani est une fête traditionnelle annuelle de deux jours, célébrée chaque année au Bénin (précisément à Nikki), au Nigéria et au Togo (région de Sokodé). Elle a lieu le 12e jour du 3e mois lunaire du calendrier Bariba. Elle est devenue aujourd’hui une fête identitaire qui rassemble non seulement des peuples ayant une même expression culturelle et linguistique, mais aussi ceux ayant un destin commun. C'est l'occasion pour le roi Baatonu de Nikki de recevoir des cadeaux et aussi les vœux de nouvel an Gaani,,.

## Histoire

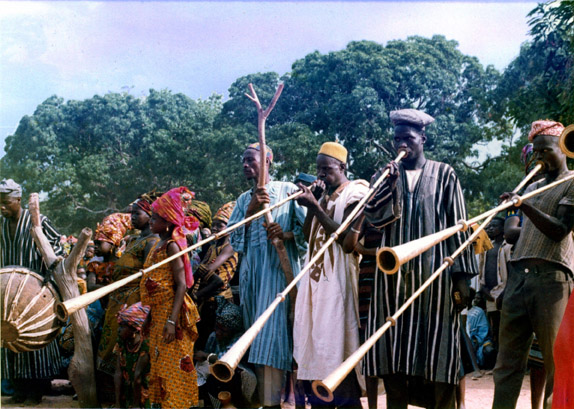
Ensemble de kankanguis à la Gaani de 1969

### Origine et signification
L'origine de la Gaani remonte à plus de sept siècles. La fête de la Gaani a été instituée par Sunɔ Sero pour célébrer la quiétude de sa communauté retrouvée, après leur poursuite par une armée djihadiste ; d’où le nom « Gaani » qui serait une altération de « Ganni » qui signifie se blottir en langue bariba/baatɔnum. La Gaani signifie aussi la joie et symbolise la victoire.

## Célébration
Les célébrations de la fête de Gaani portent sur plusieurs jours et couvrent un ensemble d'activités. Entre autres, po
- Un mois avant la célébration, le roi effectue une tournée auprès des chefs de province pour recueillir leurs contributions dans le cadre de la célébration.

- Deux semaines après cette visite, ce sera la fête Donkonrou (le jet de feu) qui consacre des sacrifices et cérémonies nécessaires pour que tout se déroule dans les meilleures conditions possibles[2];

- La veille de la fête est consacrée à l’installation des tambours sacrés accompagnés d'une petite lampe qui a pour mission de veiller toute la nuit sur ces derniers[2];

- Le lendemain c'est-à-dire le jour de fête, c’est la sortie du Sinaboko (l'empereur) à la mi-journée, accompagné de sa garde rapprochée pour faire le parcours rituel comprenant sept sites. Ainsi, de son cheval, il salue les participants et entre dans la case ronde pour s'installer à côté de la Gnonkogui (la reine), d'où il suivra la fantasia et le passage des dignitaires devant les tambours sacrés. Par la suite, ce sera le tour des délégations et des invités de passer pour présenter leurs vœux de nouvel an et offrir des cadeaux au Sinaboko[2];

- Le second jour de la fête sera consacré au Kayessi qui n'est rien d'autre que la réunion des rois, une sorte de cérémonie d'allégeance au Sinabokoau cours duquel des groupes folkloriques au rythme des chants des griots et des tambours sacrés pour clore la fête[2].

## Enjeux

### Tourismes et cultures
Une opportunité pour promouvoir la culture séculaire qui est celle de ce peuple en matière de dressage de chevaux moderne de parades de chevaux;
La maison de la Gaani érigée en matériaux modernes et inspirée de l’architecture traditionnelle, est un grand bâtiment construit en face de la mairie de Nikki ayant pour vocation d’accueillir les manifestations festives.

## Perspectives
Pour permettre à la fête de la Gaani de prendre une véritable dimension internationale afin de dynamiser l’économie locale et nationale, le gouvernement Béninois dans sa phase opérationnelle du développement des équipements culturels et touristiques des pôles touristiques dont la cité des Baatombu pour la traditionnelle fête de la Gaani a entrepris des travaux dont entre autres :
- Restauration du palais royal afin de lui redonner son faste et son lustre ; toute chose qui permettra désormais au Roi d’accueillir ses sujets et les touristes dans des conditions à la mesure de son rang.
- La construction d’une arène pour la fête de la Gaani, pour permettre de disposer d’un théâtre de verdure d’une capacité de 1000 à 1500 places,
- d’une tribune pour les dignitaires et les officiels,
- d’un équipement technique pour abriter les musiciens et surtout d’un espace central moderne de parades de chevaux. Cet équipement sera assorti de travaux indispensables d’assainissement et d’adduction d’eau.

## Galerie

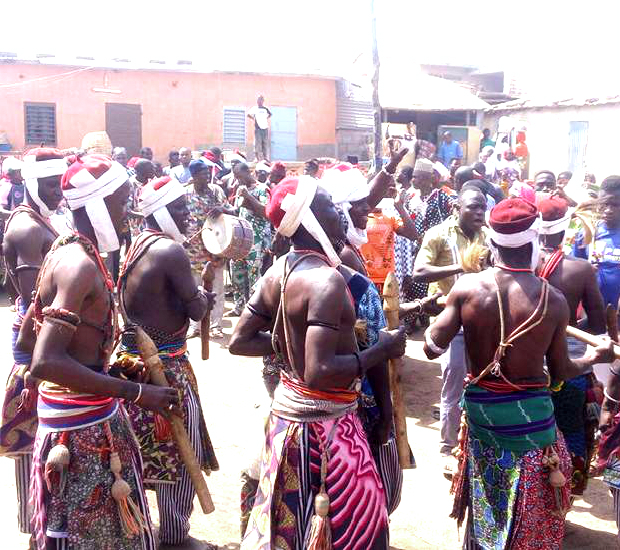
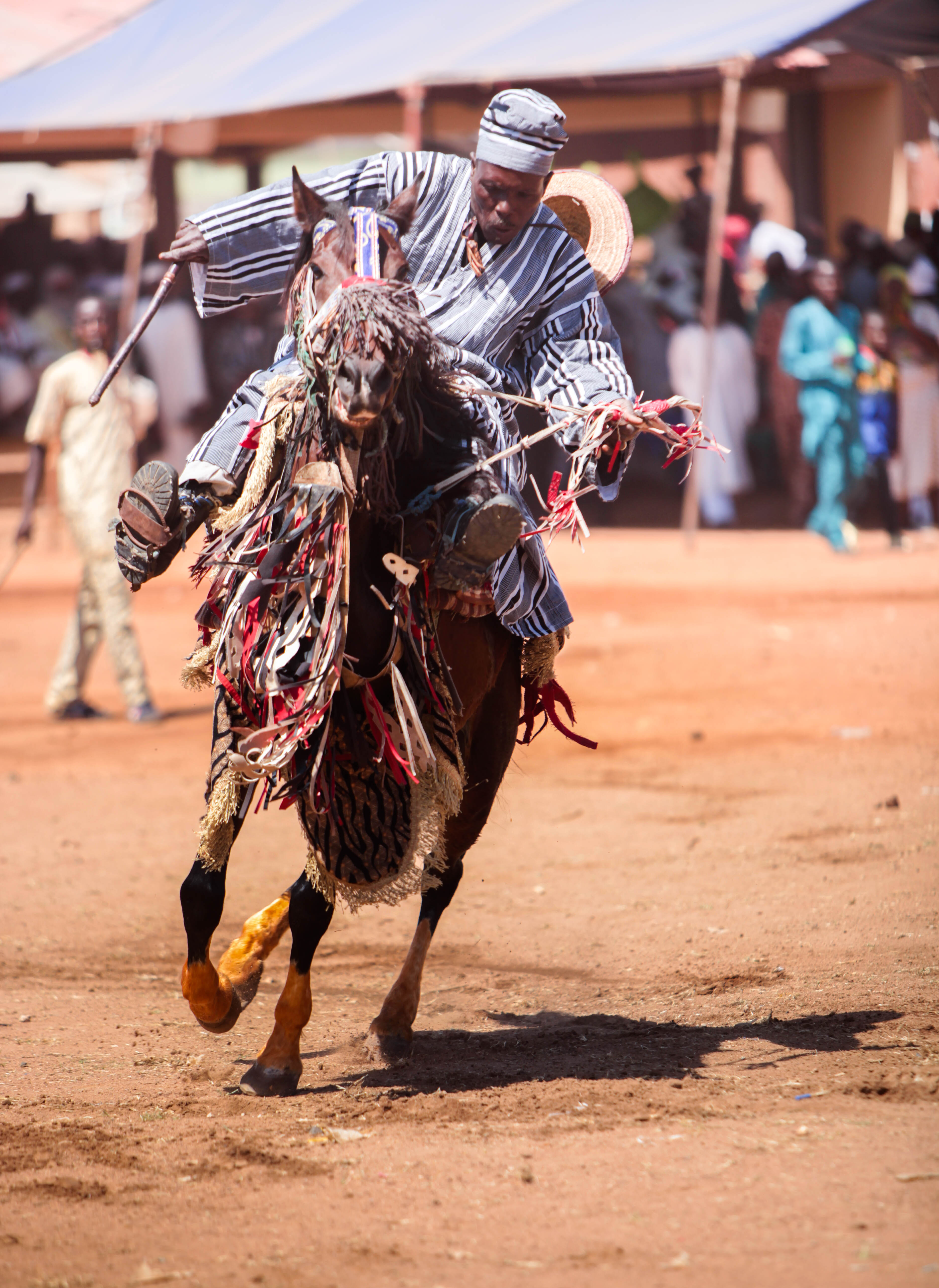
Plaisir d'un équestre au Benin
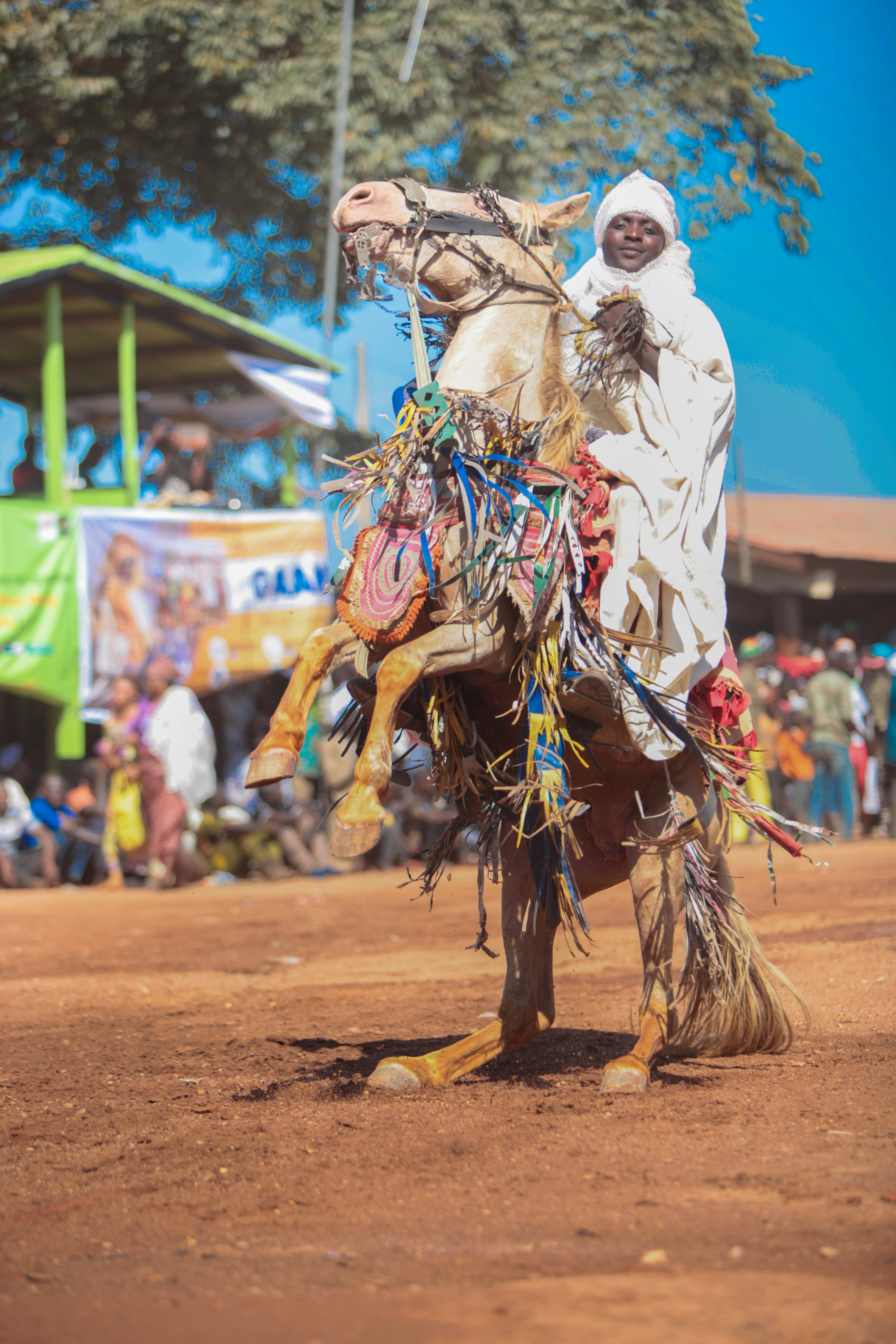
Plaisir d'un équestre au Benin